# Goianésia EC
Goianésia EC is een Braziliaanse voetbalclub uit de stad Goianésia, in de staat Goiás. De club heeft de meeste deelnames in de tweede klasse van de staatscompetitie.

## Geschiedenis
De club werd opgericht in 1955. In 1971 nam de club voor het eerst deel aan het Campeonato Goiano, waar ze voorlaatste werden. In 1980 werd de Divisão ingevoerd als tweede profklasse. Door competitieuitbreiding mocht de club in 1984 weer in de hoogste klasse aantreden, maar degradeerde meteen. het volgende jaar werd de club kampioen en promoveerde opnieuw, maar kon ook nu het behoud niet verzekeren. De club speelde nog tot 1993 in de tweede klasse en werd dan terug een amateurclub.
In 1997 keerden ze terug en in 1999 werden ze vicekampioen waardoor ze opnieuw promoveerden. Deze keer deed de club het beter dan de voorgaande pogingen. In het eerste toernooi eindigden ze zelfs als tweede achter Goiás en bereikten ze halve finale, waarin ze verloren van Vila Nova. In het tweede toernooi wisten ze de eindronde niet te bereiken. Het volgende jaar degradeerde de club weer.
Het duurde tot 2010 vooraleer de club weer promotie kon afdwingen. Na twee middelmatige seizoenen eindigde de club in 2013 derde en plaatste zich zo voor het eerst voor de nationale Série D 2013, waar de club in de eerste ronde uitgeschakeld werd. Het volgende jaar bereikte de club de halve finale om de titel en werd in de Série D opnieuw uitgeschakeld in de eerste ronde. Door de goede notering in 2013 mocht de club ook aantreden in de Copa do Brasil 2014, maar verloor daar in de eerste ronde van Grêmio Barueri. Ook in 2015 bereikten ze de halve finale om de titel en hierdoor mochten ze door een competitiewijziging zelfs twee jaar op rij naar de Série D, maar ook nu werd de groepsfase niet overleefd. In de Copa do Brasil 2018 werd verloren van ABC.
In 2017 degradeerde de club waardoor er een einde kwam aan de gouden periode. In 2018 werd de club vierde, maar profiteerde van een uitbreiding van de hoogste klasse van tien naar twaalf clubs en promoveerde zo weer. De club slaagde er in het eerste seizoen zich in te kwalificeren voor de Série D van 2020.